# Eurytaenia
Eurytaenia är ett släkte i familjen flockblommiga växter. Det beskrevs av John Torrey och Asa Gray 1840.

## Arter
Släktet har två arter, som båda förekommer i USA:
- Eurytaenia hinckleyi
- Eurytaenia texana